# Mornago

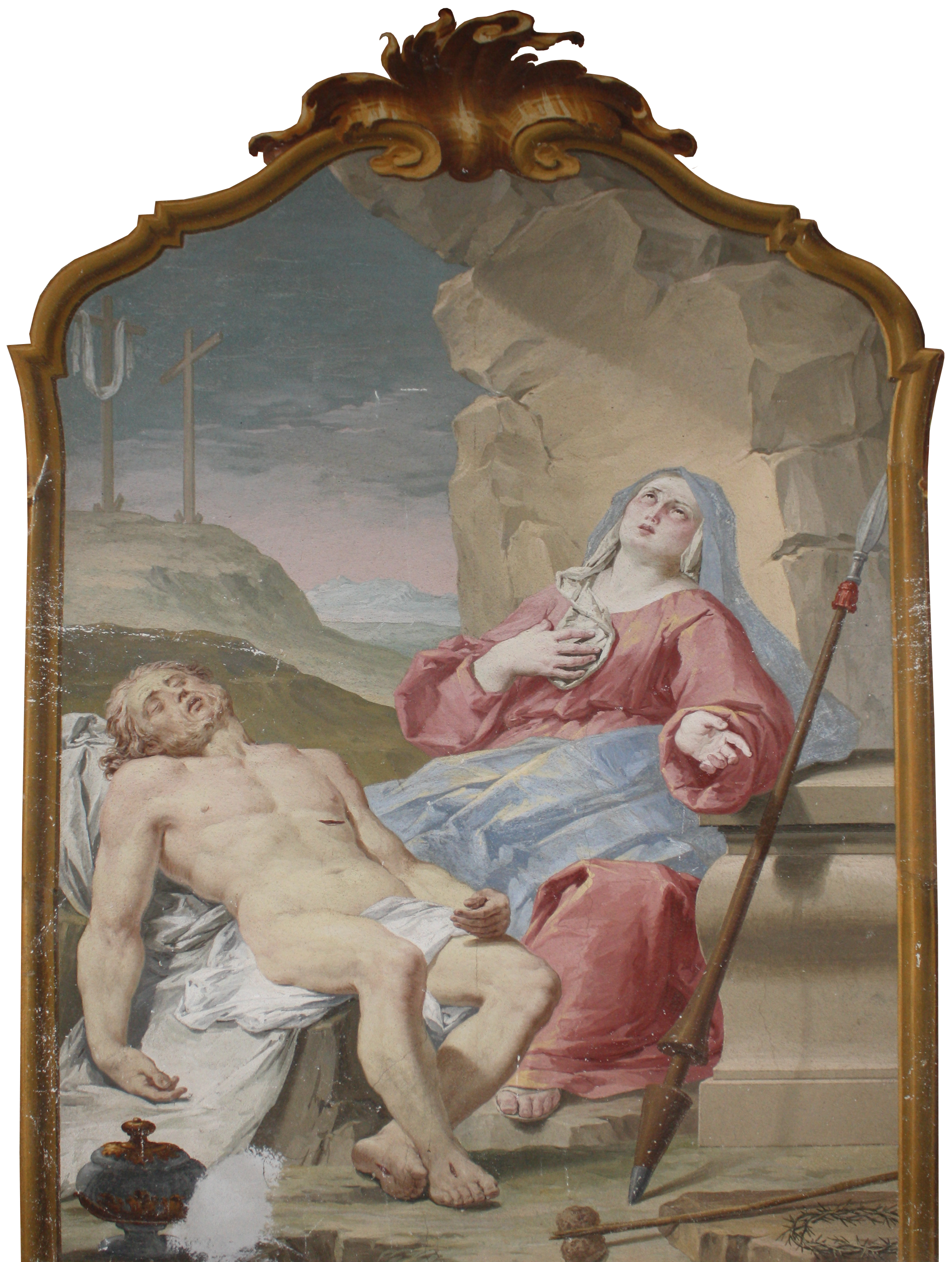
Kirche Sant’Alessandro im Montonate, Deposizione von Biagio Bellotti

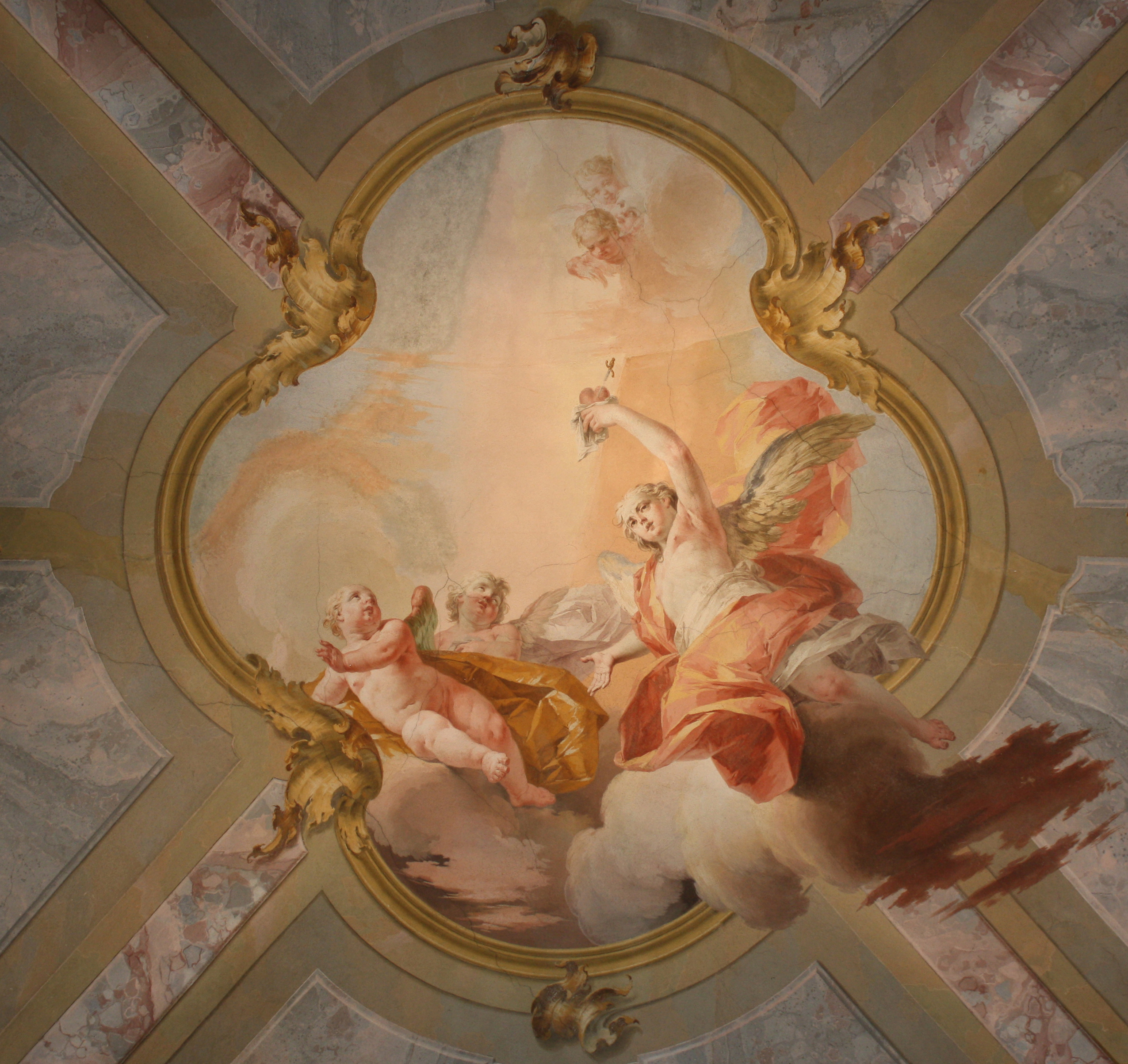
Fresko mit Engel von B. Bellotti

Mornago ist eine norditalienische Gemeinde (comune) in der Provinz Varese in der Lombardei.

## Geographie
Die Gemeinde liegt etwa 9 Kilometer südwestlich von Varese. Durch das Gemeindegebiet fließt die Strona. Mornago wurde 1869 als Zusammenschluss der heutigen Ortsteile Montonate, Crugnola und Vinago gebildet. Die Nachbargemeinden sind Arsago Seprio, Besnate, Casale Litta, Crosio della Valle, Sumirago und Vergiate.

## Geschichte
In der Pfarrkirche Sankt Ambrosius werden zwei Granitblöcke und ein Serizzo-Grabstein aufbewahrt, die an die Geburt, den sozialen Status und den Tod zweier Brüder, Marcus und Lucius Senzii, aus dem ersten Jahrhundert nach Christus erinnern. Beide Brüder waren Legionäre der 4. skythischen Legion und gehörten dem römischen Stamm der Tribus Oufentina an. Der Grabstein wurde ebenfalls im 1. Jahrhundert nach Christus zum Gedenken an seine Frau Donnia Pupa von Marcus Campilius Daphnos, einem Freigelassenen von Marcus Campilius Fusco (der zu dieser Zeit ein hoher Beamter in Mailand war), geschnitzt. Die drei römischen Artefakte wurden alle in der kleinen Kirche Santa Maria Magdalena zu Beginn des 20. Jahrhunderts gefunden, was darauf hindeutet, dass an der Kirche ein römisches Gemeindezentrum oder eine Nekropole errichtet worden war.
Nach einer langen Dekadenz, in der das Land zerstückelt und aufgeteilt wurde, erlangte Morazzone Ende des 12. Jahrhunderts wieder an Bedeutung, als es zur öffentlichen Festung der Stadt Mailand wurde. Morazzone war später in die endlosen Kämpfe zwischen den Familien Visconti und Torriani verwickelt und verfolgte die Geschicke des Castrum von Castelseprio, das 1287 vom Erzbischof von Mailand Ottone Visconti zerstört wurde. Von der zweiten Hälfte des 16. bis zum dritten Jahrzehnt des 17. Jahrhunderts erlangte Morazzone wieder an Bedeutung. Innerhalb weniger Jahrzehnte wurde die Lombardei von der spanischen Krone besetzt, und Morazzone wurde am 19. August 1647 belehnt, nachdem das Königreich Spanien beschlossen hatte, die zahlreichen freien Ländereien in der Lombardei zu belehnen.
Morazzone kehrte nach den instabilen politischen und sozialen Verhältnissen der kontrastreichen napoleonischen Zeit zurück, in der es von Caronno Ghiringhello annektiert wurde, das unter österreichischer Herrschaft stand. Bis zum 26. August 1848 fanden keine besonderen Ereignisse statt, bis sie anlässlich der bewaffneten Auseinandersetzungen zwischen einem kleinen Garibaldi-Kontingent und österreichischen Truppen wieder in den Vordergrund der Geschichte rückte.
Am 2. Januar 1927, mit der Gründung der Provinz Varese, ging Morazzone an diese über und ließ die Provinz Como hinter sich, zu der es seit 1801 gehörte, zu Beginn der Neuordnung zwischen der napoleonischen und der österreichischen Reichsregierung. Nach dem Zweiten Weltkrieg vollzog sich in Morazzone der Übergang von einer auf der Landwirtschaft basierenden Wirtschaft zu einer auf dem Handwerk und später auf der Industrie basierenden Wirtschaft ohne größere Umwälzungen.
Zu den großen Unternehmen, die in der Gemeinde ansässig sind, gehört auch ein Werk von MV Agusta, einem bekannten Motorradhersteller.

## Bevölkerung
| Bevölkerungsentwicklung | Bevölkerungsentwicklung | Bevölkerungsentwicklung | Bevölkerungsentwicklung | Bevölkerungsentwicklung | Bevölkerungsentwicklung | Bevölkerungsentwicklung | Bevölkerungsentwicklung | Bevölkerungsentwicklung | Bevölkerungsentwicklung | Bevölkerungsentwicklung | Bevölkerungsentwicklung | Bevölkerungsentwicklung | Bevölkerungsentwicklung | Bevölkerungsentwicklung |
| ----------------------- | ----------------------- | ----------------------- | ----------------------- | ----------------------- | ----------------------- | ----------------------- | ----------------------- | ----------------------- | ----------------------- | ----------------------- | ----------------------- | ----------------------- | ----------------------- | ----------------------- |
| Jahr                    | 1751                    | 1805                    | 1853                    | 1861                    | 1881                    | 1901                    | 1921                    | 1951                    | 1971                    | 1991                    | 2001                    | 2011                    | 2021                    |                         |
| Einwohner               | 251                     | 330                     | *498                    | 1665                    | 1913                    | 2040                    | 2054                    | 2179                    | 3149                    | 3556                    | 4163                    | 4834                    | 4941                    |                         |

- 1809 Fusion mit Casale

## Verkehr
Mornago liegt mit dem Bahnhof Mornago-Cimbro an der Bahnstrecke Luino–Mailand.

## Gemeindepartnerschaften
Mornago unterhält eine Partnerschaft mit der maltesischen Stadt Naxxar.

## Sehenswürdigkeiten
- Kirche Sant’Alessandro in der Fraktion Montonate mit Fresken von Biagio Bellotti